# Тринадцать (художественная группа)
«Тринадцать» — творческое объединение московских художников, существовавшее с 1927 по 1932 год.

## История
Группа «Тринадцать» была названа по числу участников её первой выставки, которая прошла в Москве в 1929 году. Группа объединяла прежде всего художников-графиков. Позднее группа увеличилась до 21 участника. Из трех организовывашихся выставок группы состоялись только две, так как вторая не экспонировалась. Художники группы «Тринадцать» не разработали программы или манифеста. Общая же творческая линия группы основывалась на стремлении передать живое впечатление от натуры через выразительный этюд или набросок, который должен был рассматриваться как цельное и законченное произведение искусства. Будучи поклонниками импрессионизма, они хотели приблизиться к «французской» лёгкости рисунка и живописи, описательная натуралистичность не приветствовалась.
Последняя выставка группы «Тринадцать» вызвала ряд разгромных статей в прессе. Герсонский писал: «„13“ — не только чудаки, блаженно впавшие в детство, а столь же контрреволюционная группа, как всякие иные юродивые, от сектантов до кулаков, чью идеологию они выявляют». Р. Черняк в газете «Комсомольская правда» замечал: «выставку можно рассматривать только как вылазку буржуазных художников… сознательно работающих на буржуазного западного потребителя». Художники направили в адрес «Комсомольской правды» полемическую статью, которая не была опубликована.
Деятельность объединения прекратилась в 1932 году в соответствии с постановлением ЦК ВКП (б) «О перестройке литературно-художественных организаций».

## Выставки
Первая выставка была открыта 10 февраля 1929 года в помещении Дома печати на Никитском бульваре, 8 (ныне — Центральный Дом журналиста). Экспонировалось 144 произведения. Работы двенадцати из тринадцати художников были приобретены закупочной комиссией Главискусства.
Вторая выставка намечалась на весну 1930 года, но не состоялась из-за внутреннего конфликта. Из группы вышли трое участников и, в то же время, присоединились новые художники, благодаря чему заметно изменилось направление, чисто графическая специфика ушла в прошлое. Хотя 2-я выставка не состоялась, её каталог со вступительной статьей «Разговор на выставке» — своеобразным манифестом группы, — был издан.
Третья выставка произошла в апреле 1931 года в помещениях «Московского государственного университета». Было представлено 146 произведений, по просьбе участников выставку посетил А. В. Луначарский, который высоко оценил экспозицию и дал рекомендации по приобретению ряда работ в центральные музеи.
Несмотря на это, выставка получила резко отрицательные отзывы в прессе: художников обвиняли в нарочитой детскости взгляда на мир, аполитичности, индивидуализме, эстетстве.

## Состав группы
Члены первоначального состава группы «Тринадцать»:
Гильдебрандт Ольга Николаевна;
Даран Даниил Борисович;
Зевин Лев Яковлевич;
Кашина Надежда Васильевна;
Кашина Нина Васильевна;
Кузьмин Николай Васильевич;
Маврина (Лебедева) Татьяна Алексеевна;
Милашевский Владимир Алексеевич;
Недбайло Михаил Иванович;
Расторгуев Сергей Николаевич;
Рыбченков Борис Фёдорович;
Юркун Юрий Иванович;
Юстицкий Валентин Михайлович.
Участники, присоединившиеся к группе позднее:
Бурлюк Давид Давидович;
Древин Александр Давидович;
Ижевский Сергей Дмитриевич;
Либерман Залман Рувимович;
Рублёв Георгий Иосифович;
Семашкевич Роман Матвеевич;
Софронова Антонина Фёдоровна;
Стефанский Чеслав Казимирович;
Удальцова Надежда Андреевна.